# Clubiona sigillata
Clubiona sigillata là một loài nhện trong họ Clubionidae.
Loài này thuộc chi Clubiona. Clubiona sigillata được George Newbold Lawrence miêu tả năm 1952.